# 中山インターチェンジ (鹿児島県)
中山インターチェンジ（ちゅうざんインターチェンジ）は、鹿児島県鹿児島市中山町にある、指宿スカイラインのインターチェンジである。
山田IC - 谷山ICは無料区間であるため、このICには料金所がない。また、直前の標識には山田IC方面へは九州自動車道と表示してあるが、鹿児島ICまでが指宿スカイラインである。

## 歴史
- 1988年（昭和63年）3月29日 : 指宿スカイライン3期区間の谷山IC - 鹿児島IC間開通に伴い、供用開始[1]。

## 隣
指宿スカイライン
山田IC - 中山IC - 谷山IC

## 周辺
- 鹿児島ふれあいスポーツランド
  - 鹿児島県立サッカー・ラグビー場
- 皇徳寺台